# Transatlàntic
|  | No s'ha de confondre amb transatlantic. |

Un transatlàntic és un vaixell de passatgers de gran capacitat i dimensions utilitzat a fer viatges transoceànics. Com la seva denominació indica una de les rutes habituals era travessant l'oceà Atlàntic entre Europa i el continent americà, creuar l'oceà Atlàntic. Es van començar a construir al segle xix i un dels més coneguts fou el Titànic.

## Història
Abans del segle xix les travessies transatlàntiques entre Amèrica i Europa es feien en vaixells de vela, la qual cosa era lenta i sovint perillosa. Amb els vaixells de vapor, les travessies van esdevenir més ràpides i segures. Aleshores van començar a sorgir grans companyies oceàniques amb travessies molt freqüents. Prompte, el fet de construir el transatlàntic més gran, ràpid o luxós, es va convertir en un símbol nacional.
Des del segle xvii endavant, quasi totes les travessies transatlàntiques amb destí a Amèrica del Nord, el port d'arribada era el de Nova York. Aviat el comerç transatlàntic va convertir Nova York en el primer port d'Amèrica del Nord, i com a conseqüència, va atreure la major part de les futures mercaderies transatlàntiques i tot el trànsit de passatgers. Nova York va esdevenir la capital comercial dels Estats Units d'Amèrica i una de les ciutats més importants del món. A més a més, la major part dels immigrants que anaven d'Europa als Estats Units, arribaven a Nova York, amb la qual cosa, aquesta ciutat també era el destí de tots els famosos i rics viatjant en creuers de luxe, així com dels pobres immigrants, que viatjaven en les parts inferiors d'aquests vaixells. Per tant, encara que les travessies transatlàntiques podien realitzar-se entre qualsevol part d'Europa i Amèrica, sempre s'assumia que el destí era Nova York, si no és que s'indiqués el contrari.